# 베제클리크 천불동
베제클리크 천불동(중국어: 柏孜克里千佛洞, 병음: Bózīkèlǐ Qiān Fó Dòng)은 투르판 화염산 근처 절벽에 위치한 5세기에서 9세기에 걸친 불교 벽화가 있는 석굴 유적이다.

## 개요
지리적으로 투르판과 선선(누란)의 중간에 있고, 타클라마칸 사막의 북동쪽 입구 무토우 계곡의 가오창 유적지, 화염산 등과도 가깝다. 화염산 아래의 서쪽 무토우 계곡의 절벽 높이 위치하고 있다.
베제클리크 천불동에는 77개의 바위를 깎아 만든 석굴이 있다. 대부분 사각형의 공간에 둥근 아치형 천장을 가지고 있으며, 종종 불화 석벽이 있는 네 부분으로 나뉜 것도 있다. 이 동굴들에는 전체 천장이 수천 점 불화가 그려진 벽면으로 되어 있다. 어떠한 천장은 인도인, 페르시아안, 유럽으로 둘러싸여 있는 대규모의 부처를 채색한 불화도 있다. 19세기 말, 20세기 초에 걸쳐 많은 부분이 도굴되고 파손되었지만, 여전히 그 아름다움을 자랑하는 불화들로 채워져 있다.

## 갤러리

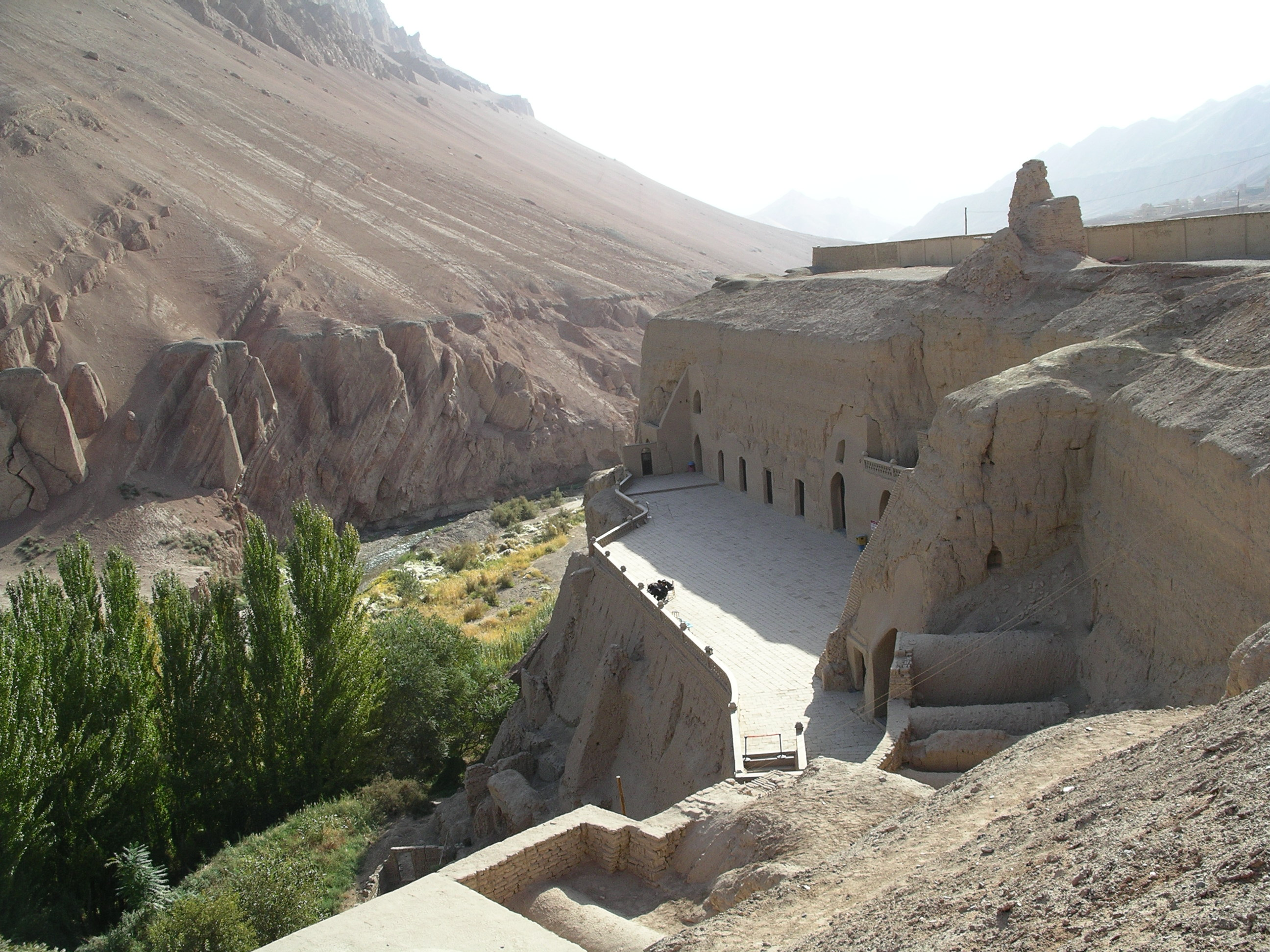
동굴 정경
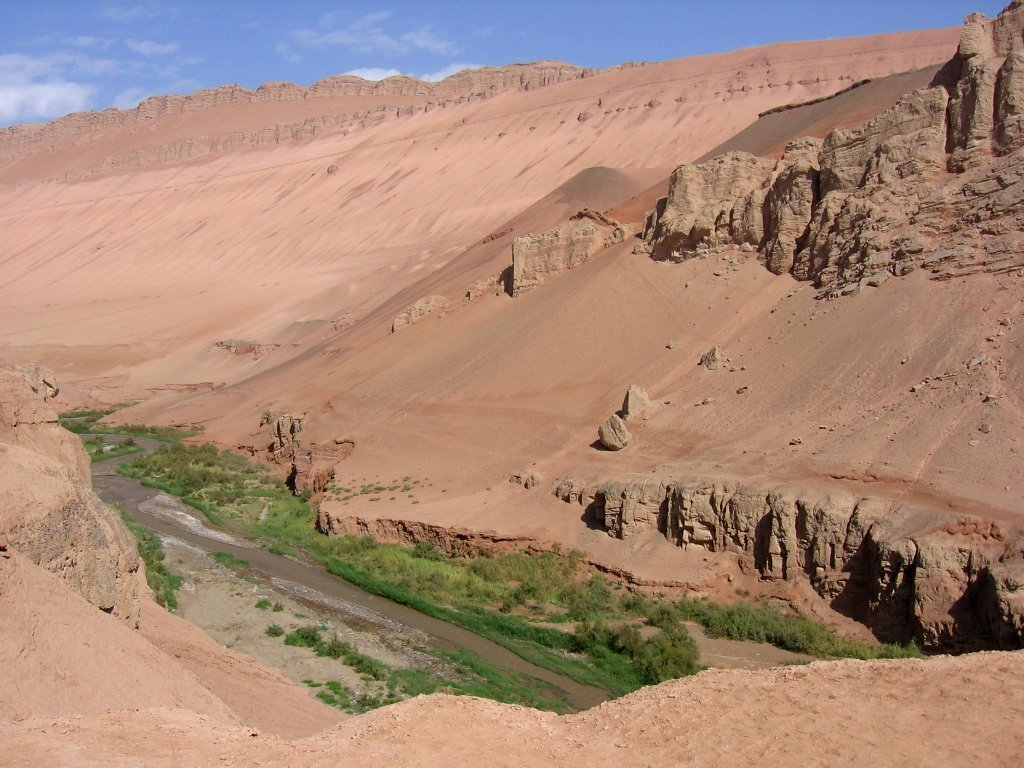
계곡의 정경
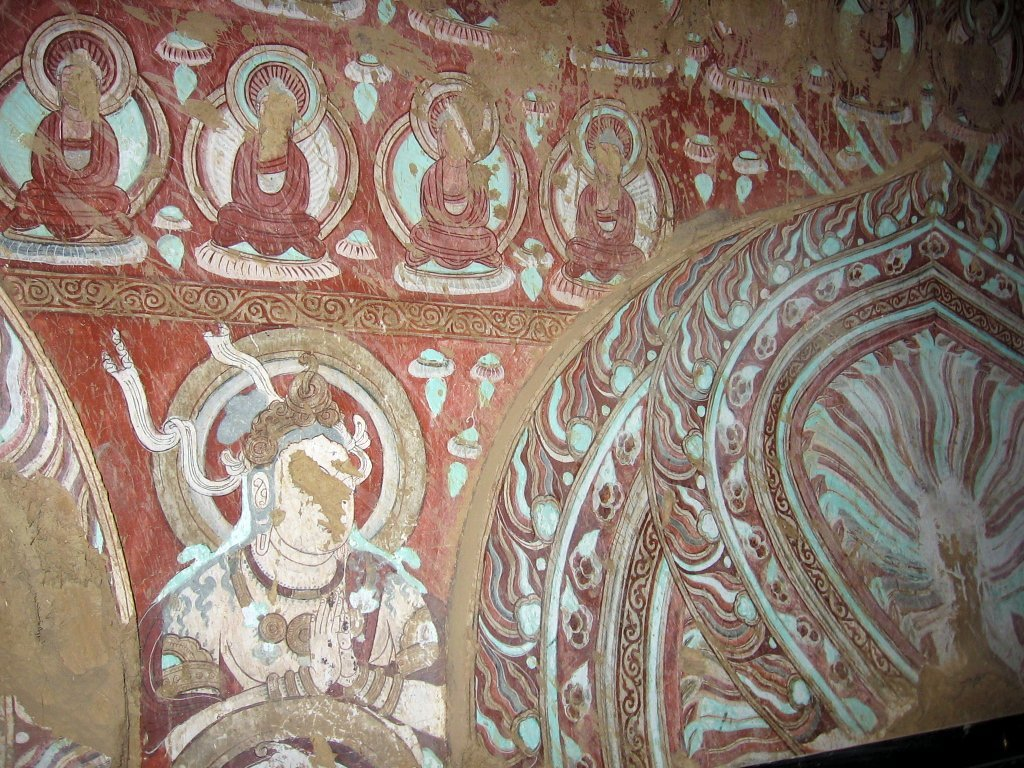
불화 프레스코
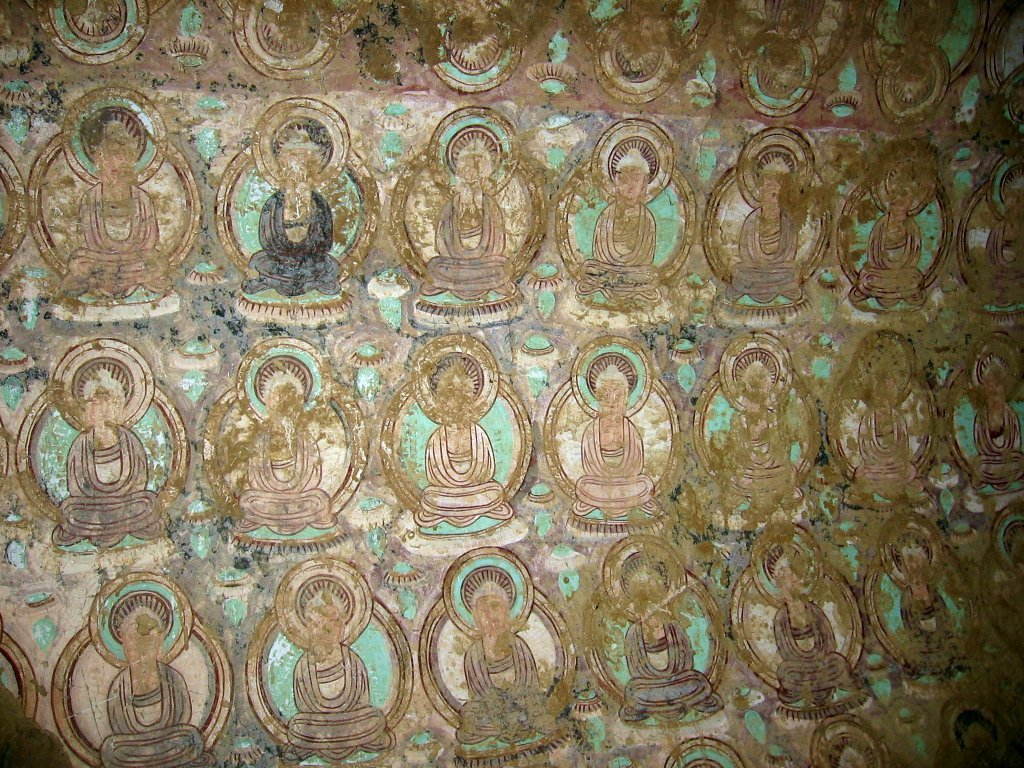
불화 프레스코
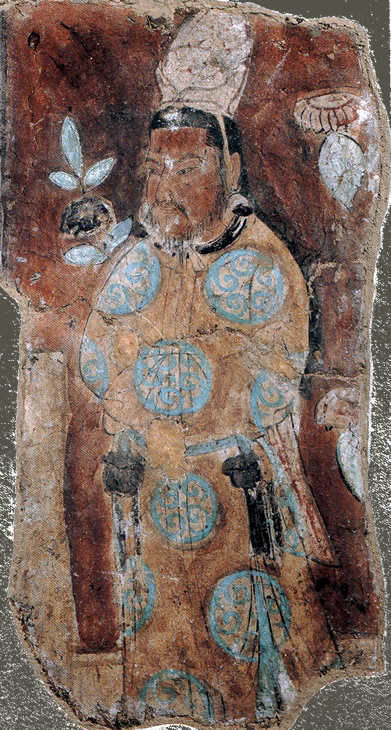
위구르의 왕자
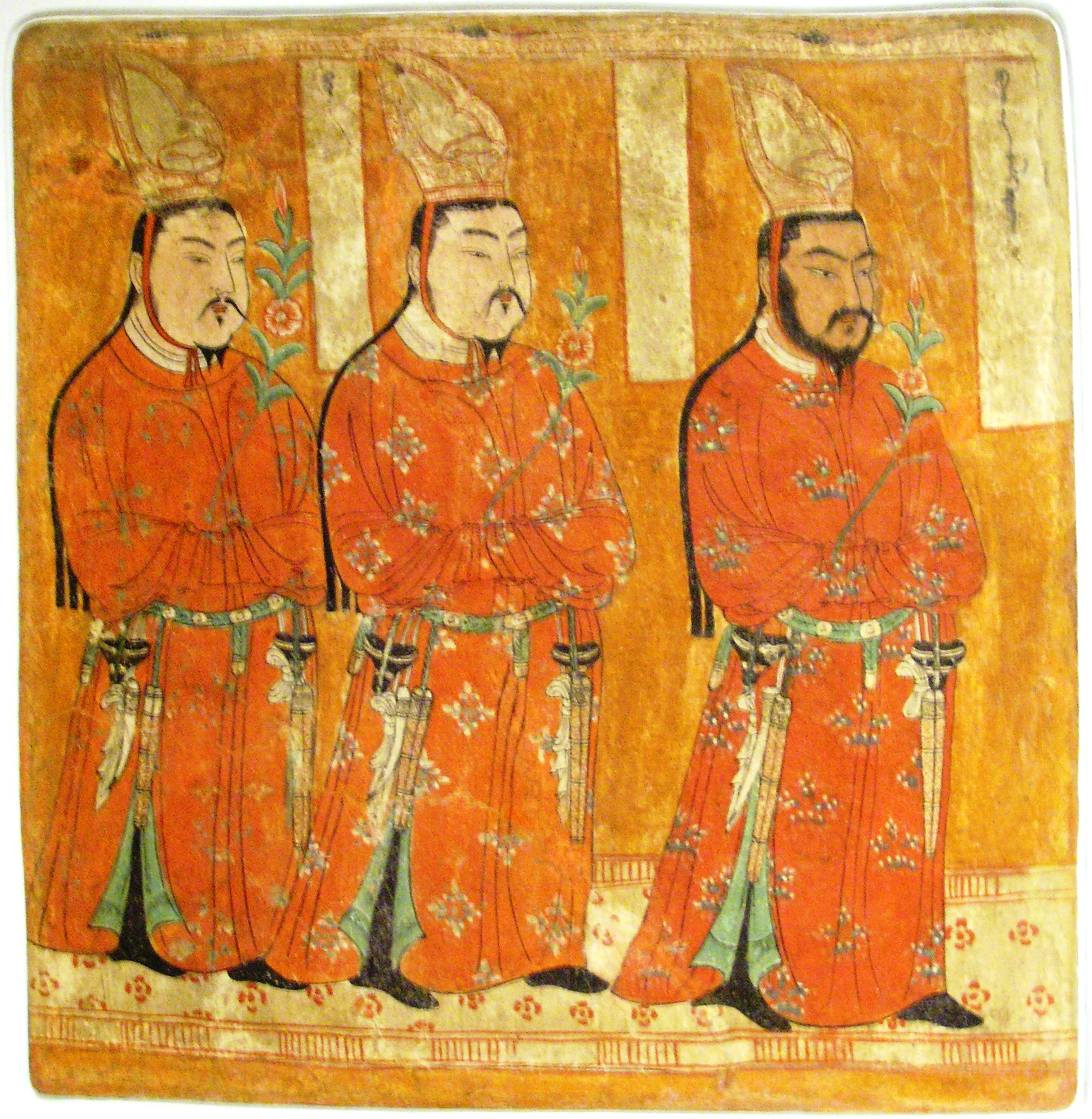
관모와 의상을 입은 위구르 왕자, 베제클리크 제9굴, 8~9세기 베를린 다렘 박물관
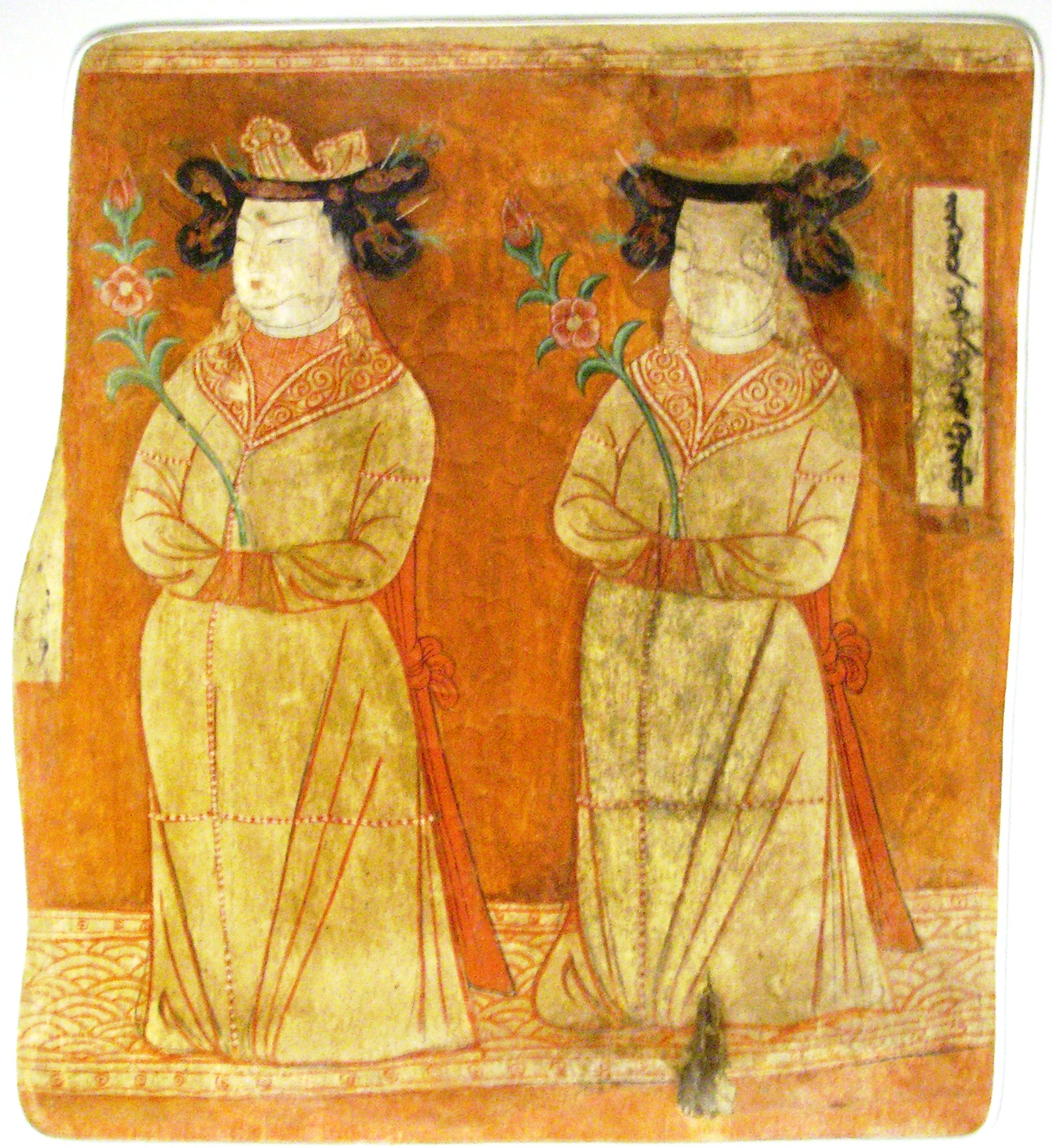
위구르 왕자, 제9굴, 8~9세기 작품
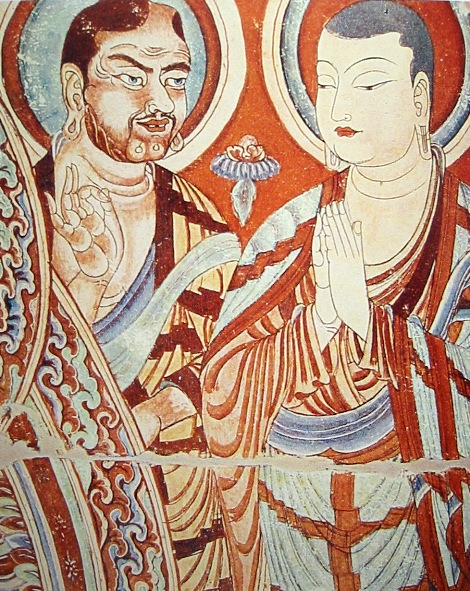
토하라인 승려(좌)와 동양의 승려(우)

## 같이 보기
- 화염산
- 키질 천불동
- 톈산 위구르 왕국
- 누란
- 선선